# Omar Browne
Omar Ezequiel Browne Zúñiga (ur. 3 maja 1994 w mieście Panama) – panamski piłkarz występujący na pozycji bocznego pomocnika lub napastnika, reprezentant Panamy, od 2023 roku zawodnik Tauro.